# سیارک ۱۷۷۳
سیارک ۱۷۷۳ (به انگلیسی: 1773 Rumpelstilz، نامگذاری:1968HE) هزار و هفتصد و هفتاد و سومین سیارک کشف شده‌است که در ۱۷ آوریل ۱۹۶۸ کشف شد.
قدر مطلق سیارک برابر ۱۱٫۹۰ است.